# بوب هويختون
بوب هويختون (بالإنجليزية: Bob Houghton)‏ (30 أكتوبر 1947 إنجلترا المملكة المتحدة - ) هو لاعب كرة قدم بريطاني، يلعب كلاعب وسط.

## روابط خارجية
- بوب هويختون على موقع قاعدة بيانات كرة القدم.إي يو (الإنجليزية)
- بوب هويختون على موقع عالم كرة القدم.نت (الإنجليزية)